# Trond Waage
Trond Waage (ur. 14 lutego 1953) – norweski działacz społeczny, ekspert w dziedzinie praw dziecka w Centrum Badań Innocenti UNICEF z siedzibą we włoskiej Florencji, ambasador dobrej woli UNICEF.

## Życiorys
Absolwent uniwersytetu w Oslo. Przez 8 lat pełnił stanowisko norweskiego Rzecznika Praw Dziecka i właśnie w tym czasie zainicjował powstanie Europejskiej Sieci Rzeczników Praw Dziecka (ang: European Network of Ombudspersons for Children) (ENOC). Był wówczas także zaangażowany w tworzenie struktur i biur rzeczników praw dziecka na terenie Europy i Afryki. Norwegia była bowiem pierwszym krajem, który ustanowił instytucję Rzecznika Praw Dziecka w 1981. Później była członkiem komisji nadzorującej i oceniającej działania Rzecznika Praw Dziecka.
Poprzednie stanowiska, jakie zajmował to: starszy doradca w Ministerstwie Spraw Dzieci i Rodziny w Norwegii, Dyrektor Badań w Childwatch International Research Network (globalnej sieci instytucji pozarządowych współpracujących ze sobą na płaszczyźnie badań nad poprawą warunków życia dzieci), starszy urzędnik programu International Council for Open and Distance Education (ICDE), (gdzie prowadził wiele projektów oświatowych w różnych krajach, we współpracy z agencjami ONZ, organizacjami bilateralnymi i władzami krajowymi zajmującymi się rozwojem edukacji), oraz jako dyrektor wydziału na uniwersytecie w Oslo w zakładzie pedagogiki specjalnej.
Był lub jest członkiem zarządu wielu organizacji (m.in. Fundacji Johna Carew w latach 2005–2006), liderem norweskiej Rady Handlu dla Aptek (mającej na celu monitorowanie praktyk i jakości usług farmaceutycznych według standardów "Pharmacy Practice")